# John O’Neill (Politiker)

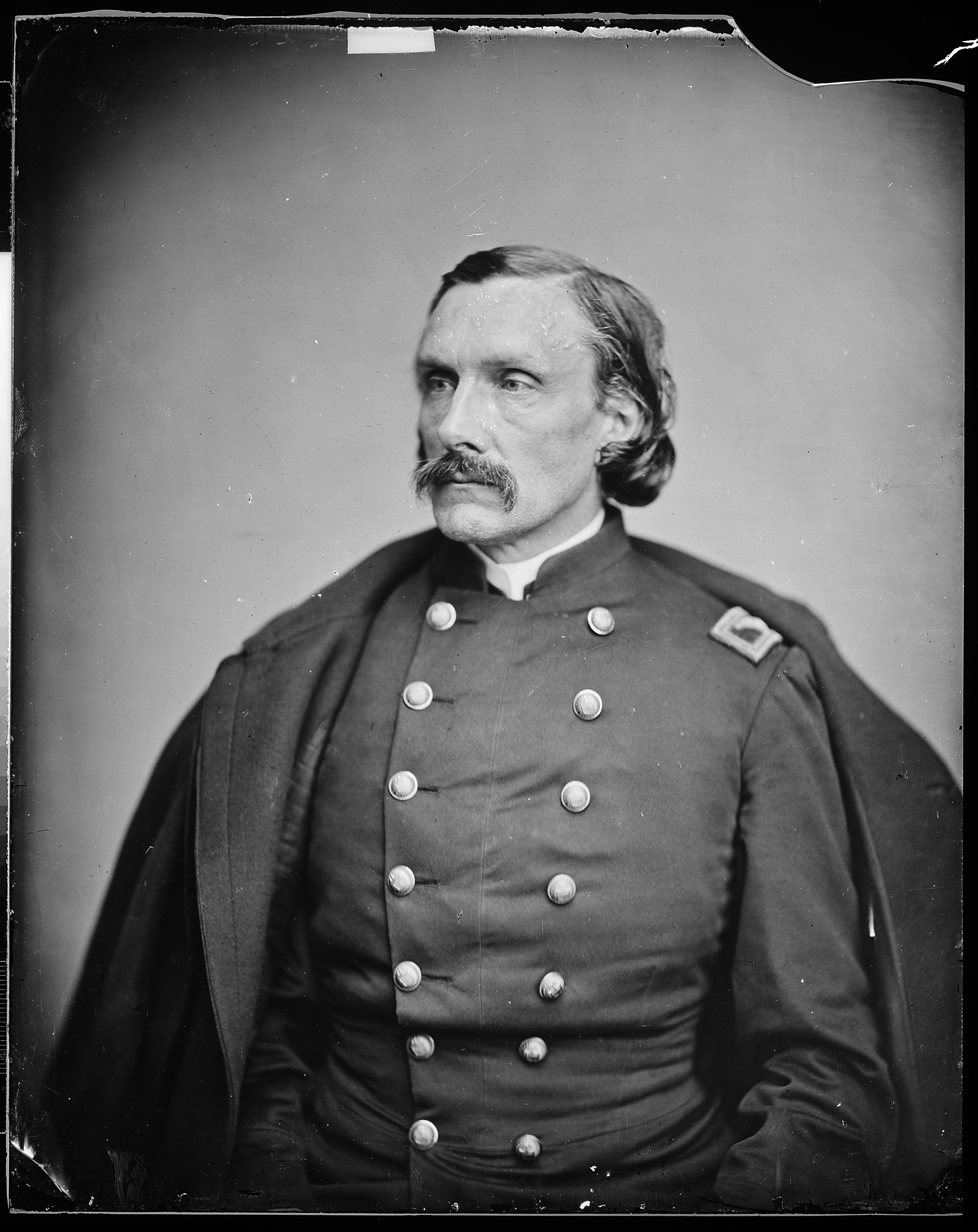
John O’Neill

John O’Neill (* 17. Dezember 1822 in Philadelphia, Pennsylvania; † 25. Mai 1905 in Zanesville, Ohio) war ein US-amerikanischer Politiker. Zwischen 1863 und 1865 vertrat er den Bundesstaat Ohio im US-Repräsentantenhaus.

## Werdegang
John O’Neill besuchte die öffentlichen Schulen in Frederick (Maryland) und danach das Georgetown College in Washington, D.C. Anschließend absolvierte er das Mount St. Mary’s College in Emmitsburg. Nach einem Jurastudium am Georgetown College und seiner 1842 erfolgten Zulassung als Rechtsanwalt begann er ab 1844 in Zanesville in diesem Beruf zu arbeiten. Im Jahr 1845 fungierte er als Staatsanwalt im dortigen Muskingum County. Außerdem bekleidete er in diesem Bezirk mehrere lokale Ämter. Politisch wurde er Mitglied der Demokratischen Partei.
Bei den Kongresswahlen des Jahres 1862 wurde O’Neill im 13. Wahlbezirk von Ohio in das US-Repräsentantenhaus in Washington gewählt, wo er am 4. März 1863 die Nachfolge des Republikaners Samuel T. Worcester antrat. Bis zum 3. März 1865 konnte er eine Legislaturperiode im Kongress absolvieren, die von den Ereignissen des Bürgerkrieges geprägt war.
Nach dem Ende seiner Zeit im US-Repräsentantenhaus praktizierte John O’Neill wieder als Anwalt. Zwischen 1883 und 1885 gehörte er dem Senat von Ohio an. Er starb am 25. Mai 1905 in Zanesville, wo er auch beigesetzt wurde.